# The Savages (Doctor Who)
Pour les articles homonymes, voir The Savages.
The Savages (Les sauvages) est le vingt-sixième épisode de la première série de la série télévisée britannique de science-fiction Doctor Who, diffusé pour la première fois en quatre parties hebdomadaires du 28 mai au 18 juin 1966. Écrit par le scénariste Ian Stuart Black, cet épisode marque la fin de Peter Purves dans le rôle du compagnon Steven Taylor.

## Accroche
Le TARDIS arrive sur une planète dans un futur où la civilisation (vraisemblablement humaine) semble avoir atteint son apogée. Pourtant, près de la ville où le Docteur et ses amis sont invités se trouvent d'étranges sauvages.

## Distribution
- William Hartnell — Le Docteur
- Peter Purves — Steven Taylor
- Jackie Lane  —  Dodo Chaplet
- Frederick Jaeger — Jano
- Norman Henry — Senta
- Patrick Godfrey — Tor
- Ewen Solon — Chal
- Peter Thomas — Capitaine Edal
- Geoffrey Frederick — Exorse
- Robert Sidaway — Avon
- Kay Patrick — Flower
- Clare Jenkins — Nanina
- Edward Caddick — Wylda
- Andrew Lodge, Christopher Denham, Tony Holland[1] — Assistants
- John Dillon — Sauvage
- Tim Goodman — Garde

## Résumé
Le TARDIS atterrit à une époque que le Docteur qualifie de futur lointain où règne la paix et la prospérité. Le Docteur s'empresse de sortir explorer la planète seul et Steven part à sa recherche. Près du TARDIS, Dodo hurle : elle a vu un homme vêtu de peaux de bêtes et portant une hache et pense qu'ils sont en réalité revenus à la préhistoire. Alors que le Docteur est observé par deux autres sauvages, deux hommes richement vêtus viennent vers lui pour l’accueillir. Ils expliquent que les "Aînés" de leur peuple avaient prévu l’arrivée de celui qu'ils appellent le « Voyageur Temporel » et l'invitent, lui et ses compagnons, à rejoindre sa ville. Le Docteur s'entretient avec leur chef Jano, qui leur explique qu'ils ont trouvé le moyen de transférer l'énergie d'un corps humain à un autre, pendant que Dodo et Steven sont invités à visiter la ville. Alors que Steven semble impressionné, Dodo s’éloigne de la visite guidée et s’intéresse à des bruits provenant d’un laboratoire, où des scientifiques effectuent ce qu’ils appellent un transfert. Elle observe alors, Nanina, une jeune sauvage, se faire littéralement enlever de l'énergie vitale par les scientifiques, au point de la laisser pratiquement morte.
Repérée dans le laboratoire, Dodo rencontre quelques difficultés, mais elle est finalement reconduite auprès du Docteur et de Steven. Alors qu'ils retournent vers le TARDIS afin que le Docteur leur montre des dossiers sur le voyage dans le temps, ce dernier fait part de ses doutes face à la technologie des Aînés. En chemin, ils croisent des sauvages et comprennent que leur état est dû aux transferts, qui ont aspiré leur force vitale pour la transmettre aux Aînés. Alors que Steven et Dodo sont repartis vers le TARDIS, le Docteur cherche à soigner un sauvage laissé là par la civilisation de la cité, et n'hésite pas à le défendre contre le garde Exorse, qui décide alors de le capturer. Ramené en ville, le Docteur avoue ne pas aimer leur technique et s'insurge contre les méthodes barbares utilisées sur les sauvages.
Jano ordonne alors d’effectuer un transfert de l'énergie du Docteur à lui-même.
Le transfert s'étant bien effectué, Jano envoie des patrouilles à la recherche de Steven et Dodo. Les deux compagnons du Docteur sont avec les sauvages, dont le chef, Chal, leur offre sa protection et tente de les cacher dans leurs cavernes. Lorsqu'Exorse, parti à leur recherche arrive, Steven le neutralise en lui renvoyant son tir de fusil à lumière à l’aide du miroir de Dodo. Pendant ce temps, Jano, qui a absorbé la force vitale du Docteur, commence à parler et à se comporter comme lui. Steven et Dodo repartent en ville pour aller rechercher le Docteur. Ils le trouvent dans un couloir, totalement incapable de parler et vidé de son énergie. Mais alors qu’ils tentent de l’aider, une porte se referme derrière eux et un gaz commence à les asphyxier.
Jano, influencé par la personnalité du Docteur, les libère et les laisse s’enfuir. Ils retournent alors dans les cavernes, et soignent le Docteur. Celui-ci décide alors qu’ils doivent faire cesser les transferts en détruisant le laboratoire. Il s'appuie sur l'aide de Jano, qui ayant pris une partie de la personnalité du Docteur, se met à les aider, ainsi que celle d'Exorse qui a été convaincu par la gentillesse de Nanina. Faisant croire qu'il ramène des prisonniers, Jano en profite pour introduire des sauvages dans le laboratoire afin qu'ils puissent tout détruire. Chal et Jano se réconcilient et estiment qu'il leur faudrait un chef neutre qui pourrait joindre leur peuple. Ils choisissent Steven, qui, bien qu'étonné, accepte cette tâche. Après de bref adieux, le Docteur et Dodo repartent dans le TARDIS.

## Continuité
- L'épisode reprend l'intrigue exactement au moment où elle en était à la fin de The Gunfighters.
- Au moment où le Docteur se fâche contre les Aînés, il explique qu'à ses yeux, ceux-ci sont un danger pour l'humanité au même titre que les Daleks.
- Les Aînés semblent avoir la technologie suffisante pour savoir où et à quel moment le Docteur doit atterrir. Ils semblent connaître le Docteur par ses aventures, bien qu'ils ne soient pas sur Terre, mais sur une planète qui n'est jamais nommée.

## Production

### Ecriture
Cet épisode est le premier scénario écrit par Ian Stuart Black pour la série. À l'époque scénariste pour des séries comme HG Wells' The Invisible Man ou Le Saint, Black eut envie d'écrire pour Doctor Who à la suite d'une visite de la BBC en décembre 1965. Téléspectateur de la série, Black se disait qu'être au générique de Doctor Who impressionnerait son fils et fut engagé le 19 janvier 1966 pour écrire le script d'un épisode provisoirement appelé "The White Savage" (les sauvages blancs). À l'époque, le producteur John Wiles et le script-éditor (sorte de responsable des scénarios) Donald Tosh étaient sur le point de partir et d'être remplacés respectivement par Innes Lloyd et Gerry Davis. Étudié un temps pour remplacer l'épisode The Gunfighters, le script fut placé après celui-ci et obtint le code de production AA, les lettres de l'alphabet étant épuisées.
Lors de l'écriture de cet épisode, Lloyd et Davis estimèrent qu'il était temps de mettre le personnage de Steven Taylor, qu'ils trouvaient morne, hors de la série. De plus, cela leur permettrait de marquer la série en y plaçant un de leurs personnages, Richard (ou "Rich") qu'ils comptaient faire intégrer lors de l'épisode The War Machines lui aussi écrit par Ian Stuart Black.

### Pré-production
L'éviction de Peter Purves fut annoncée à la presse le 26 avril. À l'époque, il était connu aussi que Jackie Lane devrait partir elle aussi à l'issue de The War Machines.

### Tournage
Les premières prises de vues furent effectuées le 27 et 28 avril 1966 au studio d'Ealing, sous la direction de Christopher Barry, réalisateur habitué de la série depuis The Daleks, en 1963. Le 29 avril et le 1er mai furent filmées les prises de vues du cratère à Chalfont St Peter dans le Buckinghamshire.
Le tournage débuta le 13 mai 1966 au studio 1 de Riverside. Comme à l'accoutumée, les épisodes étaient répétés toute la semaine afin de pouvoir être enregistrés le vendredi suivant, sauf les huit premières scènes de la 4e partie qui furent filmées à la suite le 27 mai afin de profiter d'un effet de glace qu'il aurait été impossible de reproduire d'une semaine sur l'autre. À la suite d'une décision d'Innes Lloyd, les parties de chaque sérial perdirent leur titres originels afin de faire partie d'un tout. Lors de la troisième partie, le Docteur passe un bon moment en salle de récupération, un bon moyen pour permettre à l'acteur William Hartnell, dont la santé devenait déclinante, de se reposer. Lors de la troisième et quatrième partie, Janos prend une partie de la personnalité du Docteur, et l'acteur Frederick Jaeger a été entraîné par Hartnell afin de réaliser cette performance. Le 3 juin marqua le dernier jour de tournage de Peter Purves dans la série.

### Casting
- Frederick Jaeger jouera plus tard le rôle de Sorenson dans Planet of Evil et celui du Professor Marius dans The Invisible Enemy.
- Ewen Solon apparaitra dans le rôle de Vishinsky, également dans Planet of Evil.
- Patrick Godfrey jouera le rôle du  Major Cosworth dans The Mind of Evil.
- Robert Sidaway reviendra dans le rôle du Capitaine Turner dans The Invasion.

## Diffusion et Réception
| Épisode                                                                                                 | Date de diffusion | Durée | Téléspectateurs en millions | Archives                                |
| --- | ----------------- | ----- | --------------------------- | --------------------------------------- |
| Épisode 1                                                                                               | 28 mai 1966       | 23:41 | 4,8                         | Bande audio et quelques extraits vidéos |
| Épisode 2                                                                                               | 4 juin 1966       | 23:57 | 5,6                         | Bande audio et quelques extraits vidéos |
| Épisode 3                                                                                               | 11 juin 1966      | 24:59 | 5,0                         | Bande audio et quelques extraits vidéos |
| Épisode 4                                                                                               | 18 juin 1966      | 24:41 | 4,5                         | Bande audio et quelques extraits vidéos |
| L'épisode confirme la chute d'audience de la série déjà entamée lors de la diffusion de The Gunfighters |                   |       |                             |                                         |

L'épisode fut grandement désapprouvé par les téléspectateurs de la BBC, estimant que si l'épisode était "moins pire" queThe Gunfighters, celui-ci restait assez ennuyeux et entamait le déclin de la série. Si les enfants restent au rendez-vous, le public adulte commence à se lasser de la série. John Peel expliquera dans le Fantasy Empire no 4 de 1982 que Ian Stuart Black n'a jamais vraiment compris l'essence de la série et que son épisode reste long et sec et beaucoup estiment que cet épisode serait largement "oubliable" s'il n'y avait le départ de Steven Taylor.

### Épisodes manquants
Dans les années 1970 à des fins d'économie, la BBC détruisit de nombreux épisodes de Doctor Who. Aucune partie ne fut jamais retrouvée en intégralité, seule la bande audio, des photos de l'épisode et quelques extraits vidéos en 8 mm de la fin de la 4e partie ayant été retrouvées. Le site de la BBC propose de redécouvrir l'épisode au travers d'un diaporama.

## Novélisation
L'épisode fut novélisé sous le titre de "The Savages" par Ian Stuart Black lui-même. La novélisation fut publiée en mars 1986 sous le numéro 109 de la collection Doctor Who des éditions Target Book. Cette novélisation n'a connu aucune traduction à ce jour.

## Édition CD et DVD
L'épisode n'a jamais été édité en français, mais a connu plusieurs éditions au Royaume-Uni, en Australie et aux États-Unis.
- Les quelques secondes en 8 mm montrant la fin de la 4e partie et le départ de Steven sont disponibles dans le coffret "Doctor Who, Lost in Time" sorti en novembre 2004 et réunissant des passages d'épisodes perdus.
- La bande son de l'épisode retrouvée par les fans a été éditée sur CD le 2 mars 2011 avec la voix off de Peter Purves servant d'introduction et de lien entre les différents passages. L'épisode fait partie du coffret "Doctor Who, the Lost Episodes".
- Une reconstruction de l'épisode a été effectuée par l'équipe de "Loose Cannon Productions". L'épisode, diffusé gratuitement par VHS est constitué d'un diaporama à partir des bandes son, des photos de l'épisode et des quelques secondes de la 4e partie en 8 mm, montrant Steven quittant le Docteur et Dodo. Elle y inclut également une introduction et une conclusion par Peter Purves, un mini-documentaire sur l'épisode, une interview de Purves et de Sonia Markham.
- Une version amimée produite par la BBC sortira le 24 mars 2025[6].